# Lucas Farias
Lucas Farias Gomes (San Paolo, 18 agosto 1994) è un ex calciatore brasiliano, di ruolo difensore.

## Caratteristiche tecniche
È un terzino destro.

## Carriera
Cresciuto nel settore giovanile del San Paolo, ha esordito in prima squadra il 25 novembre 2012 in occasione del match di Série A pareggiato 0-0 contro il Ponte Preta.